# Herb gminy Łukta
Herb gminy Łukta – symbol gminy Łukta.

## Wygląd i symbolika
Herb przedstawia na tarczy w polu srebrnym pięć brązowych pałek wodnych z zielonymi liśćmi, wychodzących z niebieskiej wody (fale zaznaczone czarnymi konturami). Ustanowiony po raz pierwszy w 1939.